# Lafayette (Colorado)
Pour les articles homonymes, voir Lafayette.
Lafayette est une ville située dans le comté de Boulder, dans l'État du Colorado aux États-Unis.
Lors du recensement de 2010, sa population s'élevait à 24 453 habitants. La municipalité s'étend sur 9,61 milles carrés (24,89 km2), dont 9,46 milles carrés (24,5 km2) de terres.
La municipalité est nommée en l'honneur de Lafayette Miller, l'époux de sa fondatrice, Mary Miller, laquelle était propriétaire des terrains où la ville fut fondée.

## Démographie
| 1890 | 1900 | 1910  | 1920  | 1930  | 1940  |
| ---- | ---- | ----- | ----- | ----- | ----- |
| 410  | 970  | 1 892 | 1 815 | 1 842 | 2 052 |

| 1950  | 1960  | 1970  | 1980  | 1990   | 2000   |
| ----- | ----- | ----- | ----- | ------ | ------ |
| 2 090 | 2 612 | 3 498 | 8 985 | 14 548 | 23 197 |

| 2010   | - | - | - | - | - |
| ------ | - | - | - | - | - |
| 24 453 | - | - | - | - | - |